# Scrisoare de libertate

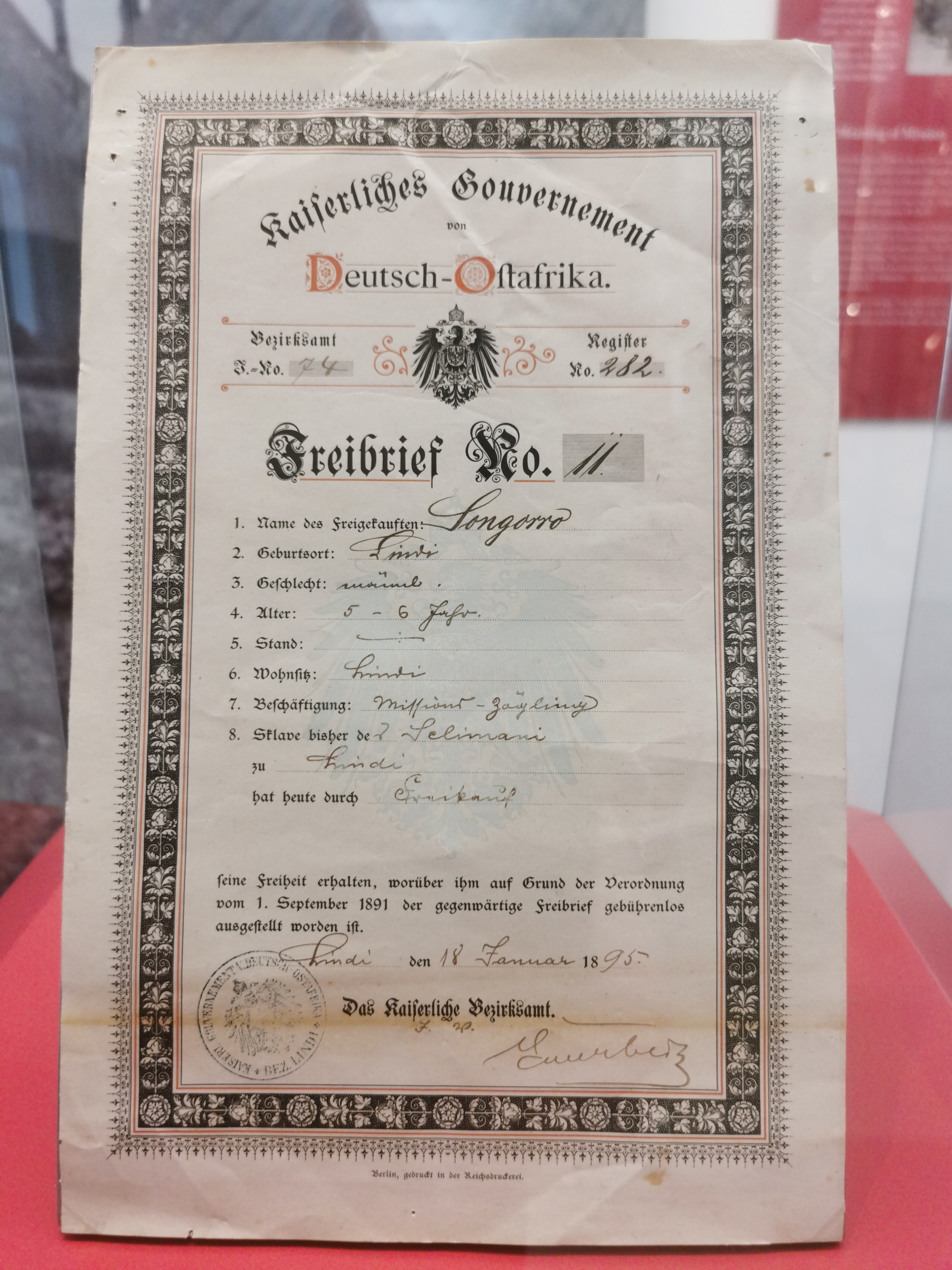
Scrisoare de libertate emisă pentru un sclav (1895)

Scrisoarea de libertate (în germană Freibrief) este un document emis preponderent de o curte regală sau princiară folosit în Evul Mediu pentru a acorda anumite libertăți sau privilegii.
De exemplu, eliberarea din iobăgie putea fi acordată și pentru practicarea deturnării corăbiilor și vaselor inamice (cu alte cuvinte Dreptul de corsar). 
Cunoscută este Diploma andreană (în germană Goldener Freibrief) emisă pentru confirmarea privilegiilor sașilor transilvăneni și Scrisoarea tiroleză de libertate (în germană Tiroler Freiheitsbrief) care reconfirma drepturile locuitorilor comitatului Tirol.
Alte libertăți, cum ar fi dreptul de a bate monedă, dreptul de comerț liber sau anumite drepturi speciale sunt, de asemenea, denumite privilegii.
În mod contrar, o scrisoare de libertate putea avea și înțelesul unui document care dădea libertatea oricui de a prinde și de a pedepsi pe cei proscriși.